# Santiago Quiotepec
Santiago Quiotepec es una localidad del estado mexicano de Oaxaca. Es parte del municipio de San Juan Bautista Cuicatlán.

## Demografía
| Censo | Población |
| ----- | --------- |
| 1900  | 305       |
| 1910  | 259       |
| 1921  | 358       |
| 1930  | 337       |
| 1940  | 364       |
| 1950  | 400       |
| 1960  | 439       |
| 1970  | 355       |
| 1980  | 34        |
| 1990  | 325       |
| 1995  | 261       |
| 2000  | 250       |
| 2005  | 176       |
| 2010  | 217       |
| 2020  | 150       |